# Neicer Reasco
Pour les articles homonymes, voir Reasco.
Néicer Reasco Yano, né le 23 juillet 1977 à Tambillo, est un footballeur équatorien. Il joue au poste de défenseur avec l'équipe d'Équateur et le club de Liga Deportiva Universitaria (Quito).
Il est le père de Djorkaeff Reasco, lui aussi footballeur international équatorien.

## Carrière

### En club
- 1997-2006 : LDU Quito -  Équateur
- 2001 : Newell's Old Boys (prêt) -  Argentine
- 2006-2008 : São Paulo FC –  Brésil
- 2008-2016 : LDU Quito -  Équateur
- 2017 : SD Aucas -  Équateur
- 2018 : Atlético Saquisilí -  Équateur

### En équipe nationale
Il a disputé la Copa América en 2001.
Reasco participe à la coupe du monde 2006 avec l'équipe d'Équateur. 
Il est sélectionné à 57 reprises en équipe nationale entre 1998 et 2011.

## Palmarès
- Championnat d'Équateur :
  - Vainqueur: 1998, 1999, 2003, 2005 (Apertura), 2007, 2010
- Championnat du Brésil :
  - Vainqueur: 2006, 2007, 2008
- Copa Libertadores :
  - Vainqueur: 2008
- Copa Sudamericana :
  - Vainqueur: 2009
- Recopa Sudamericana :
  - Vainqueur: 2009, 2010